# Дігорський район
Дігорський район (рос. Дигорский район, ос. Дыгуры район) — адміністративна одиниця республіки Північна Осетія Російської Федерації.
Адміністративний центр — місто Дігора.

## Адміністративний поділ
До складу району входять одне міське та 5 сільських поселень:
1. Дігорське міське поселення (місто Дігора)
2. Дур-Дурське сільське поселення (село Дур-Дур)
3. Карман-Сіндзікауське сільське поселення (село Карман-Сіндзікау)
4. Кора-Урсдонське сільське поселення (село Кора, село Урсдон)
5. Мостіздаське сільське поселення (село Мостіздах)
6. Ніколаєвське сільське поселення (станиця Ніколаєвська)